# Slavorum Apostoli
Slavorum Apostoli (в превод от латински: Славянските апостоли) е папска енциклика на папа Йоан Павел II от 2 юни 1985 г., с която се отдава почит на делото на светите солунски братя Кирил и Методий, като апостоли на християнството сред славянските народи и като духовен мост между културните и религиозни традиции на Източна и Западна Европа.
Енцикликата е издадена по повод 1100-годишнината от смъртта на свети Методий.
Папа Йоан Павел ІІ подчертава, че „сред славяните на Балканския полуостров усилията на светите братя дават най-големи плодове... Най-вече посредством своите ученици, прогонени от областите на тяхната първоначална дейност, кирило-методиевската мисия се утвърждава и разцъфва в България. Тук, благодарение на Свети Климент Охридски, възникват бурно развиващи се центрове на монашески живот, тук намира своето развитие кирилицата. Оттук християнството се разпространява и в други земи – чрез съседна Румъния в Киевска Рус, а от нея през Москва на Изток... Поради своето дело светите Кирил и Методий са признати от всички славянски народи като отци на тяхната християнска вяра и култура.“
В заключение енцикликата подчертава огромното значение на двамата братя за културата и икуменическото движение в съвременния свят: „Кирил и Методий са като съединително звено, като духовен мост между западната и източната традиции на Вселенската (единната) църква. За нас те са примери и същевременно покровители на икуменическите усилия на Църквите-сестри от Изтока и Запада, насочени посредством диалог и молитва към единство в съвършено и пълно общение.“